# Base aérienne de Zutendaal
La base aérienne de Zutendaal (code IATA : / • code OACI : EBSL) est un aérodrome militaire se situant à Zutendaal, dans la province de Limbourg, en Belgique.

## Histoire
La base aérienne de Zutendaal a été construite par les Allemands en mars 1917 pour servir de base-école à leurs aviateurs pendant la Première Guerre mondiale. À la fin de celle-ci, la jeune force aérienne belge en fit également une base école qu'elle abandonna finalement en 1924. La nature y reprit alors ses droits en la couvrant de végétation.
À la fin de la Seconde Guerre mondiale, l'US Army la reconstruira en 1944 pour y abriter ses chasseurs d'escorte P-51 Mustang. Une nouvelle fois, à la fin de la guerre, l'armée belge en reprit le contrôle et l'utilisa comme base secondaire.
La base n'abrite plus d'avions de l'armée de l'air mais est encore utilisé par la composante terre comme dépôt de munitions.

## Piste
La piste est en asphalte, orientée 06/24 et fait 2 980 mètres de longueur.

## Annexe